# 미셸 리 (배우)
미쉘 리(Michelle Lee, 1978년 8월 2일 ~ )는 미국의 텔레비전 배우, 스턴트 배우, 영화배우이다.
롱비치에서 태어났다.

## 영화
- 블랙 위도우 (2021년) - 옥사나 역
- 베놈 (2018년) - 도나 디에고 역
- 슈파 닌자 시즌1 (2011년) - 멜로디 역
- 블러드 앤 본 (2009년)
- 트레일러 파크 오브 테러 (2008년)
- 유, 미 앤 듀프리 (2006년)
- 첫 키스만 50번째 (2004년)